# Донзи
Донзи (фр. Donzy) насеље је и општина у источном делу централне Француске у региону Бургоња, у департману Нијевр која припада префектури Кон Кур сир Лоар.
По подацима из 2011. године у општини је живело 1613 становника, а густина насељености је износила 25,53 становника/km². Општина се простире на површини од 63,18 km². Налази се на средњој надморској висини од 188 метара (максималној 273 m, а минималној 160 m).

## Демографија
| 1962. | 1968. | 1975. | 1982. | 1990. | 1999. | 2011. |
| ----- | ----- | ----- | ----- | ----- | ----- | ----- |
| 1.861 | 1.898 | 1.908 | 1.890 | 1.719 | 1.659 | 1.613 |

График промене броја становника у току последњих година